# Validità (diritto)
La validità, così come il suo  opposto, l'invalidità, nel diritto, possono essere riferite a una norma o a un atto giuridico o amministrativo. Tale concetto sottende la conformità di un atto alle regole e ai principi che lo riguardano.

## Validità della norma
La validità della norma è la sua appartenenza all'ordinamento giuridico. La validità non è, quindi, una proprietà della norma ma una relazione (di appartenenza) tra la stessa e un ordinamento giuridico e poi quando si fa atto succede lo stesso.

### Criteri di validità
Ciascun ordinamento ha dei criteri di validità, che permettono di stabilire quali norme appartengono all'ordinamento. Tali criteri si basano sempre su una relazione tra la norma e un'altra norma (metanorma) appartenente all'ordinamento (e quindi valida); nel loro ambito si distinguono i criteri formali dal criterio materiale.
Secondo il criterio materiale di validità sono valide le norme il cui contenuto è logicamente deducibile da quello della metanorma; ne consegue che sono invalide le norme il cui contenuto è logicamente incompatibile con quello della metanorma. In questo modo tutte le norme dell'ordinamento sono tra loro legate da relazioni di deducibilità logica e costituiscono un sistema normativo.
Secondo i criteri formali di validità sono valide le norme prodotte in conformità alla metanorma (che, in questo caso, è denominata anche norma sulla produzione giuridica). Quest'ultima può a sua volta ricollegare la validità della norma al fatto che sia stata emanata:
- usando determinate parole, ossia una formula, criterio questo che negli ordinamenti moderni tende a essere abbandonato;
- da un determinato soggetto il quale, essendo dotato di autorità, ne ha la competenza;
- con una determinata sequenza di atti e fatti (procedimento), ossia nel rispetto di una procedura.

### Ordinamenti statici e dinamici
Gli ordinamenti che ricorrono unicamente al criterio materiale di validità sono detti statici; quelli che, invece, ricorrono a uno o più criteri formali, eventualmente in unione al criterio materiale, sono detti dinamici.
Sono tipici ordinamenti statici quelli di matrice religiosa, ad esempio la Sharia islamica, le cui metanorme, dalle quali sono dedotte le altre norme, trovano origine in una qualche forma di rivelazione divina. Gli ordinamenti statali odierni sono, invece, tipicamente dinamici, anche se ai criteri formali di validità tendono ad affiancare il criterio materiale, dovendo le norme non solo essere prodotte in conformità a metanorme di competenza e procedura ma anche avere un contenuto non incompatibile con quelle delle norme poste dalle fonti del diritto di rango superiore, secondo il principio espresso dal brocardo "lex superior derogat inferiori".
Gli ordinamenti statici, a dispetto del nome, non sono immutabili: se è vero che le norme non possono essere cambiate, è anche vero che le stesse possono essere oggetto di diversa interpretazione nel tempo; è evidente, tuttavia, che gli ordinamenti dinamici hanno una capacità di mutamento e adattamento di gran lunga maggiore rispetto a quelli statici.

### Norma fondamentale
Come si è visto, la validità di una norma è sempre desumibile da una sua relazione con un'altra norma, che deve essere a sua volta valida e, quindi, ricollegabile, attraverso i criteri di validità, a una terza norma, anch'essa valida; è evidente che in questo modo, se non si vuole risalire all'infinito, si deve postulare l'esistenza di una norma fondamentale, che non deriva la sua validità da altre norme e sulla quale poggia la validità dell'intero ordinamento.
Tuttavia, diverse sono le concezioni riguardo alla norma fondamentale. Secondo i giusnaturalisti sono valide le norme conformi al diritto naturale, cioè a quel complesso di regole, preesistenti al diritto positivo (posto dalla volontà umana, in primo luogo quella delle competenti autorità dello Stato), che si fondano sui principi di giustizia ed equità (secondo una nota locuzione latina: id quod semper aequum et bonum est); in quest'ottica, dunque, la validità della norma si riduce alla sua giustizia.
Per i giuspositivisti e, in particolare, per il filone normativistico di questa scuola, introdotto da Hans Kelsen, la norma fondamentale prescinde dal principio di giustizia: è una norma dell'ordinamento, ancorché priva di contenuto sostanziale, che va postulata e dalla quale traggono la loro autorità i soggetti che producono le altre norme. Quando un nuovo e diverso ordinamento sostituisce quello preesistente, ad esempio a seguito di una rivoluzione, si ha un mutamento della norma fondamentale e la sua sostituzione con quella da cui trae validità il nuovo ordinamento.
Per H. L. Hart la norma fondamentale è, invece, una norma di riconoscimento che stabilisce quali sono i criteri di validità dell'ordinamento e, proprio per questo, è inutile chiedersi se essa stessa sia valida.
Infine, per i giusrealisti il concetto di validità della norma, nella sua dimensione formale e interna al diritto, perde importanza per lasciare il posto a quello di effettività della norma, intesa quale generale osservanza della stessa da parte dei suoi destinatari. Alf Ross, uno degli esponenti di questa corrente, fa notare che se la norma fondamentale viene postulata per attribuire validità ai soli ordinamenti effettivamente vigenti, si può raggiungere lo stesso scopo affermando che si considera diritto solo quello effettivo, costituito cioè da norme dotate di forza obbligante in quanto effettivamente operanti in una realtà sociale.

### Conseguenze dell'invalidità
A fronte dell'invalidità della norma l'ordinamento può reagire in due modi:
- attribuendo a tutti i giudici il potere di non applicare la norma invalida, decidendo la causa come se tale norma non esistesse (tamquam non esset); si parla, in questo caso, di disapplicazione della norma, con efficacia limitata alle parti della causa (e ai loro eredi e aventi causa);
- attribuendo a uno specifico organo, di solito giudiziario, il potere di rimuovere la norma invalida dall'ordinamento giuridico; si parla, in questo caso, di annullamento della norma, con efficacia erga omnes.

L'ordinamento italiano adotta entrambe le soluzioni: un esempio della prima è la disapplicazione delle disposizioni di legge e di regolamento contrastanti con direttive europee; esempi della seconda sono l'annullamento, da parte della corte costituzionale, delle disposizioni di legge (e degli atti aventi forza di legge) in contrasto con la costituzione e l'annullamento, da parte del giudice amministrativo, delle disposizioni regolamentari contrastanti con la legge (o atti aventi forza di legge) oppure con la costituzione.

## Validità dell'atto giuridico
La validità dell'atto giuridico con il quale viene esercitato un potere è la sua conformità alla norma; la validità è, dunque, la conformità della fattispecie alla norma. La difformità dalla fattispecie astratta prevista dalla norma è detta vizio dell'atto e determina la sua invalidità. In certi casi, peraltro, l'ordinamento, pur a fronte di una situazione di non conformità dell'atto alla norma, esclude la sua invalidità (pur prevedendo, eventualmente, altre conseguenze): si parla, in questo caso, di semplice irregolarità dell'atto.
La validità di un atto è collegata alla sua efficacia ma non coincide con essa. Un atto invalido, infatti, è privo di efficacia quando all'invalidità consegue la sua nullità; se, invece, all'invalidità consegue l'annullabilità dell'atto, lo stesso è suscettibile di annullamento ma, fintantoché questo non intervenga, è efficace e, anzi, se, come spesso avviene, l'annullamento è soggetto a un termine di decadenza, il suo decorso senza che sia intervenuto l'annullamento rende l'atto stabilmente efficace (è la cosiddetta convalescenza dell'atto giuridico).
Il concetto di validità dell'atto giuridico può essere ricondotto a quello di validità della norma ove si accolga la concezione di Hans Kelsen secondo la quale in un ordinamento giuridico dinamico sono compresenti in ogni atto giuridico due momenti: l'esecuzione di norme superiori e la produzione di norme inferiori. In quest'ottica sarebbero produttivi di norme non solo gli atti normativi, quelli che rientrano tra le fonti del diritto (costituzione, legge, regolamento, ecc.); lo sarebbero anche gli altri atti giuridici (ad esempio la sentenza, il provvedimento amministrativo, il contratto e, più in generale, il negozio giuridico), solo che le norme da essi prodotte non hanno le caratteristiche delle generalità e astrattezza che presentano invece quelle degli atti normativi.